# Suillia quadrilineata
Suillia quadrilineata är en tvåvingeart som beskrevs av Leander Czerny 1924. Suillia quadrilineata ingår i släktet Suillia och familjen myllflugor. Arten är reproducerande i Sverige. Inga underarter finns listade i Catalogue of Life.